# Kenneth Arrow
Kenneth Joseph Arrow (Nova York, EUA 1921 - Palo Alto, 21 de febrer de 2017) fou un economista i professor universitari nord-americà guardonat amb el Premi del Banc de Suècia de Ciències Econòmiques en memòria d'Alfred Nobel l'any 1972.

## Biografia
Va néixer el 23 d'agost de 1921 a la ciutat de Nova York. Va estudiar economia a la Universitat de Nova York, on es graduà el 1940. Posteriorment fou professor d'economia a la Universitat de Chicago i realitzà el doctorat a la Universitat de Colúmbia l'any 1951.

## Estudis econòmics
Les seves principals contribucions han estat en el camp de la teoria de la decisió o Acció racional, especialment en el formulament del teorema d'impossibilitat de la democràcia. Aquest teorema, també conegut com a paradoxa d'Arrow, mostra que no és possible dissenyar regles per a la presa de decisions socials o polítiques que obeeixin a un conjunt de criteris "raonables".
Una altra àrea d'estudi fou l'anàlisi de l'equilibri general en microeconomia, realitzat al costat de Gerard Debreu, que va rebre el Premi Nobel d'Economia per aquest treball el 1983. En aquests estudis Arrow va demostrar per primera vegada de manera formal l'existència d'un equilibri d'un "buidament del mercat", si es compleixen certes hipòtesis restrictives. Aquest treball va ser la primera demostració formal del primer i segon Teorema del Benestar en la teoria de l'equilibri general.
Així mateix va estudiar la funció de producció CES (elasticitat constant de substitució), la introducció dels conceptes de risc moral i selecció adversa, establir les bases per a la teoria de la informació en l'economia i la mesura d'aversió al risc d'Arrow-Platt.
L'any 1972 fou guardonat amb el Premi del Banc de Suècia de Ciències Econòmiques juntament amb John Richard Hicks, pels seus estudis, pioners, sobre l'equilibri general de l'economia.

## Obra publicada
- 1951: Social Choice and Individual Values. Wiley, New York.
- 1954: "Existence of a Competitive Equilibrium for a Competitive Economy". Econometrica 22 (3): 265-90, amb Gerard Debreu.
- 1962: "The Economic Implications of Learning by Doing". Review of Economic Studies 29: 155-73.
- 1963: "Uncertainty and the Welfare Economics of Medical Care". American Economic Review 53 (5): 941-73.
- 1971: Essays in the Theory of Risk-Bearing. North-Holland Pub. Co., Amsterdam.
- 1971: General Competitive Analysis. Holden-Day, San Francisco, amb Frank Hahn.
- 1974: The Limits of Organization. Norton, New York.